# Nicholas Trench (9e comte de Clancarty)
Nicholas Le Poer Trench, 9e comte de Clancarty (né le 1er mai 1952), est un pair anglo-irlandais, ainsi qu'un noble de la noblesse néerlandaise. Lord Clancarty est un pair héréditaire élu Crossbench à la Chambre des lords britannique. Son comté est dans la pairie d'Irlande. 

## Famille
Lord Clancarty est né à Uxbridge, le 1er mai 1952, fils unique de Power Edward Ford Le Poer Trench, deuxième fils du cinquième comte de son deuxième mariage. Il est marié à la journaliste Victoria Lambert et a une fille avec elle. Il fait ses études à la Westminster School et à l'Ashford Grammar School, à Plymouth Polytechnic, à l'Université du Colorado, à Denver, aux États-Unis, et à l'Université de Sheffield.
En 1995 il accède aux titres à la mort de son oncle sans enfant, Brinsley Le Poer Trench (8e comte de Clancarty). Il prend son siège à la Chambre des lords à cette époque en tant que vicomte Clancarty, un titre dans la pairie du Royaume-Uni, parce que les titres dans la pairie d'Irlande ne permettent pas à leurs titulaires de siéger avant même que la House of Lords Act 1999 ne supprime la majorité des pairs héréditaires.
Aux termes de cette loi, Clancarty perd son droit automatique à un siège; il n'est pas élu à l'élection par les pairs héréditaires Crossbencher de 28 d'entre eux pour continuer à siéger après l'entrée en vigueur de la loi, terminant 37e sur un groupe de 79 candidats.
Il est candidat infructueux dans quatre élections partielles causées par la mort de pairs héréditaires en poste, étant finaliste à deux reprises. En 2010, il revient à la Chambre après avoir remporté l'élection partielle pour remplacer le 4e vicomte Colville de Culross.
Clancarty est un artiste indépendant, écrivain et traducteur.
En plus d'être un pair britannique et irlandais, il appartient également à la noblesse hollandaise comme marquis de Heusden .